# Holo, tình yêu của tôi
Holo, tình yêu của tôi (tiếng Hàn: 나 홀로 그대; Romaja: Na Hollo Geudae; dịch nghĩa đen: "Holo, tình yêu của tôi") là bộ phim giới hạn năm 2020 của Hàn Quốc với sự tham gia của Yoon Hyun-min và Ko Sung-hee. Bộ phim được phát hành trên Netflix vào ngày 7 tháng 2 năm 2020.

## Tóm tắt
Bộ phim xoay quanh So-Yeon (Ko Sung-hee) có vấn đề trong việc nhận biết khuôn mặt. Chính vì vậy, cô luôn giữ khoảng cách với mọi người xung quanh. So-Yeon trở thành phiên bản thử nghiệm của kỹ thuật ghi hình 3D (hologram) AI Holo. AI Holo đã giúp đỡ cô trong việc nhận biết khuôn mặt. Cùng với So-Yeon, AI Holo nhận ra hạn chế của trí tuệ nhân tạo. Cùng với đó, Go Nan Do (Yoon Hyun Min) - người có ngoại hình y hệt Holo xuất hiện. Hóa ra, Nan Do chính là người sáng tạo và cũng là hình mẫu để tạo ra Holo. Nhưng trái ngược với Holo, Nan Do có tính cách khá lạnh lùng. Đặc biệt, So Yeon và Nan Do liên quan đến một bí ẩn trong quá khứ.

## Diễn viên

### Vai chính
- Yoon Hyun-min vai Go Nan-do / Holo
- Ko Sung-hee vai Han So-yeon

### Vai phụ
- Choi Yeo-jin vai Go Yoo-jin
- Hwang Chan-sung vai Baek Chan-sung
- Lee Jung-eun vai mẹ củaSo-yeon
- Kang Seung-hyun vai Yoo-ram
- Kim Yong-min vai assistant
- Kim Soo-jin vai mẹ của Nan-do
- Son Jong-hak vai Nam Gi-ho
- Jung Young-ki vai Jo Jin-seok
- Jung Yeon-joo vai Detective Ji-na
- Nam Myung-ryul vai Baek Nam-gyu

### Khánh mời xuất hiện đặc biệt
- Lee Ki-chan vai Yeon Gang-woo (tập. 1–4)
- Kim Yong-man (tập. 3 & 8)
- Baek Jin-hee (tập. 6, voice only)
- Ahn Hye-kyung (tập. 6 (voice only) & 10)

## Tập phim
| TT. | Tiêu đề  | Đạo diễn                     | Biên kịch                                    | Ngày phát sóng gốc |
| --- | -------- | ---------------------------- | -------------------------------------------- | ------------------ |
| 1   | "Tập 1"  | Lee Sang-yeop                | Ryu Yong-jae, Kim Hwan-chae & Choi Sung-joon | 7 tháng 2 năm 2020 |
| 2   | "Tập 2"  | Lee Sang-yeop                | Ryu Yong-jae, Kim Hwan-chae & Choi Sung-joon | 7 tháng 2 năm 2020 |
| 3   | "Tập 3"  | Lee Sang-yeop                | Ryu Yong-jae, Kim Hwan-chae & Choi Sung-joon | 7 tháng 2 năm 2020 |
| 4   | "Tập 4"  | Lee Sang-yeop                | Ryu Yong-jae, Kim Hwan-chae & Choi Sung-joon | 7 tháng 2 năm 2020 |
| 5   | "Tập 5"  | Lee Sang-yeop                | Ryu Yong-jae, Kim Hwan-chae & Choi Sung-joon | 7 tháng 2 năm 2020 |
| 6   | "Tập 6"  | Lee Sang-yeop & Yoon Jong-ho | Ryu Yong-jae, Kim Hwan-chae & Choi Sung-joon | 7 tháng 2 năm 2020 |
| 7   | "Tập 7"  | Lee Sang-yeop & Yoon Jong-ho | Ryu Yong-jae, Kim Hwan-chae & Choi Sung-joon | 7 tháng 2 năm 2020 |
| 8   | "Tập 8"  | Lee Sang-yeop & Yoon Jong-ho | Ryu Yong-jae, Kim Hwan-chae & Choi Sung-joon | 7 tháng 2 năm 2020 |
| 9   | "Tập 9"  | Lee Sang-yeop & Yoon Jong-ho | Ryu Yong-jae, Kim Hwan-chae & Choi Sung-joon | 7 tháng 2 năm 2020 |
| 10  | "Tập 10" | Lee Sang-yeop & Yoon Jong-ho | Ryu Yong-jae, Kim Hwan-chae & Choi Sung-joon | 7 tháng 2 năm 2020 |
| 11  | "Tập 11" | Lee Sang-yeop & Yoon Jong-ho | Ryu Yong-jae, Kim Hwan-chae & Choi Sung-joon | 7 tháng 2 năm 2020 |
| 12  | "Tập 12" | Lee Sang-yeop & Yoon Jong-ho | Ryu Yong-jae, Kim Hwan-chae & Choi Sung-joon | 7 tháng 2 năm 2020 |

## Nhạc phim
| STT | Nhan đề                                                  | Thời lượng |
| --- | -------------------------------------------------------- | ---------- |
| 1.  | "Eyes on You" (Feat. Jackson Lundy)                      | 2:38       |
| 2.  | "Paradise" (Feat. Ninos)                                 | 3:35       |
| 3.  | "You Are The Only One" (Feat. Elaine)                    | 4:48       |
| 4.  | "Love Again" (Feat. KLAZY)                               | 4:18       |
| 5.  | "White Clouds" (Feat. Soullette)                         | 3:14       |
| 6.  | "Shining Stars" (Feat. PlayJ)                            | 3:48       |
| 7.  | "Fly Away" (Feat. HANAJIN)                               | 3:12       |
| 8.  | "Opening Title"                                          | 0:32       |
| 9.  | "Another Day"                                            | 2:13       |
| 10. | "Way Back Home"                                          | 3:45       |
| 11. | "An Ordinary Day"                                        | 2:29       |
| 12. | "Got To Know You"                                        | 2:59       |
| 13. | "On The Road"                                            | 2:44       |
| 14. | "Alone"                                                  | 2:40       |
| 15. | "Car Chasing"                                            | 2:05       |
| 16. | "Holo Fantasy"                                           | 1:39       |
| 17. | "Did I Do"                                               | 1:34       |
| 18. | "When I See You"                                         | 3:41       |
| 19. | "Adore You"                                              | 2:34       |
| 20. | "Simple Things"                                          | 2:41       |
| 21. | "Truth Is"                                               | 2:04       |
| 22. | "Dream In A Dream"                                       | 2:36       |
| 23. | "Same Time"                                              | 2:07       |
| 24. | "Before You Go"                                          | 3:26       |
| 25. | "Lose Control"                                           | 3:49       |
| 26. | "Emotion"                                                | 2:01       |
| 27. | "Imperfect"                                              | 2:30       |
| 28. | "Faded"                                                  | 2:43       |
| 29. | "Conflict"                                               | 3:26       |
| 30. | "Into The Light"                                         | 2:33       |
| 31. | "Stride La Vampa (from Il Trovatore)" (Feat. Shin Della) | 2:45       |

## Sản xuất
Ryu Yong-jae lấy cảm hứng để viết kịch bản sau khi nhìn thấy chương trình máy tính AlphaGo đã bị đánh bại cựu kỳ thủ cờ vây chuyên nghiệp Lee Sedol trong trận đấu lịch sử năm 2016.